# Cornelius Claudio Kreusch

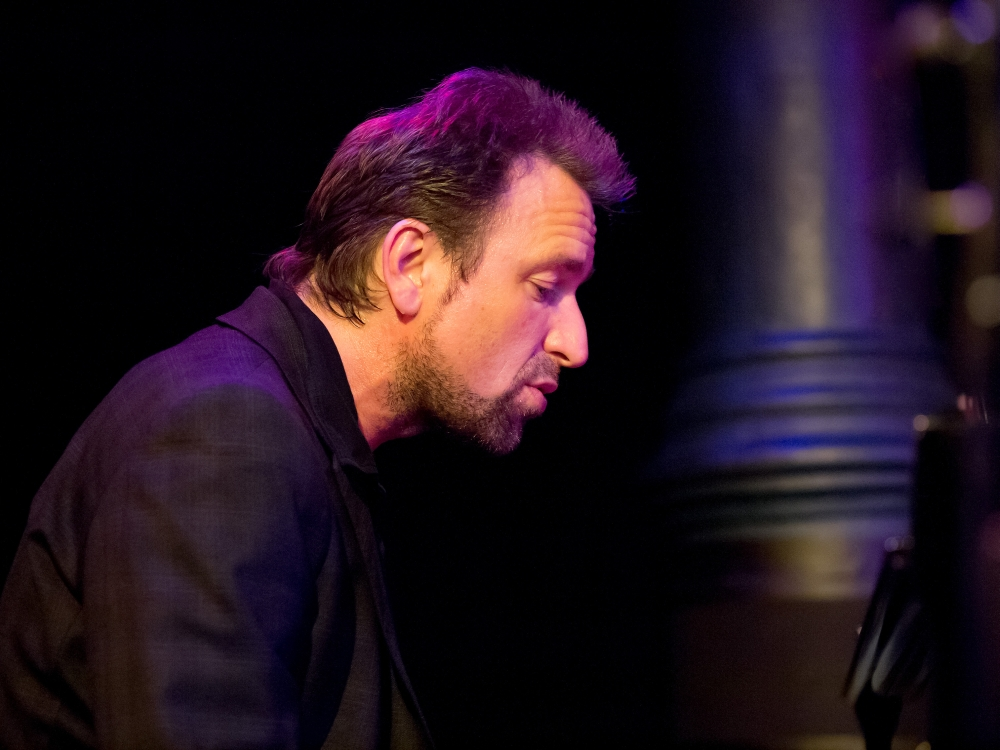
Cornelius Claudio Kreusch im Jazzclub Unterfahrt (München 2012)

Cornelius Claudio Kreusch (* 6. September 1968 in München) ist ein deutscher Jazzpianist.

## Leben und Wirken
Aufgewachsen ist Cornelius Claudio Kreusch in München und Ottobrunn. Seine Mutter ist die Konzertpianistin und Musikpädagogin Dorothée Kreusch-Jacob. Während und nach seiner Ausbildung als Pianist am Berklee College of Music hatte er ergänzend Unterricht bei Mal Waldron sowie bei Jaki Byard. Seit 1993 lebt er in New York, wo er auch seinen Master in Musik (Manhattan School of Music) machte.
In der Jazz-Piano-Gala, die das Fernsehen 1991 aus dem Münchner Gasteig übertrug, konzertierte er mit Dick Hyman, Martial Solal, Walter Norris und Ray Bryant. Mit Herbie Hancock spielte er 1997 das weltweit erste Internetkonzert (über 7.000 km Entfernung).
Auf seinen Platten arbeitet er mit Musikern wie Greg Osby, Bobby Watson,  Kenny Garrett, Anthony Cox, Marvin Smitty Smith, Terri Lyne Carrington, Ron Blake, Elisabeth Kontomanou, Lukas Ligeti, Simon Stockhausen, Biboul Darouiche oder Salif Keïta. Seine in Deutschland bisher kommerziell erfolgreichsten Platten waren Scoop und Live! At Steinway Hall / New York. Seine CD Black Mud Sound wurde für den Grammy (Longlist) nominiert.
Weiterhin spielte er unter anderem mit Markus Stockhausen, Bobby McFerrin, Will Calhoun, Klaus Doldinger oder Joachim Kühn. Er ist für den sehr eigenständigen Klang seiner Musik bekannt und verbindet Einflüsse von Herbie Hancock, Ahmad Jamal und Martial Solal. Stilistisch bewegt er sich zwischen Jazz, Weltmusik und Klassik.
Seine aktuellen Live-Auftritte finden als Solokonzerte statt, im Trio mit Zaf Zapha und Maxime Zampieri, aber auch mit Jens Loh und Patrick Manzecchi, gelegentlich auch zusammen mit Klaus Doldinger oder Bobby Watson.
Kreusch betätigt sich auch als Produzent (Pop, Elektro, Jazz, Kids, World). Zusammen mit seinem Bruder, dem klassischen Gitarristen Johannes Tonio Kreusch, ist er Initiator und Künstlerischer Leiter der Ottobrunner Konzerte sowie des Festivals Into the Future in Burghausen. Mit seinem Bruder arbeitet er auch als KreuschBros. zusammen, etwa im Projekt Two Worlds One.

## Preise und Auszeichnungen (Auswahl)
- 1990 Biberacher Jazzpreis[3]
- 1992 Jazzpreis Burghausen.
- 1993 und 1994 Berklee Performance Award des Berklee College of Music[4]
- 2009 wurde Kreuschs Firma Musicjustmusic unter den RedHerring100 „Best Private Tech Companies“ in Europa gelistet[5]

## Diskografische Hinweise
- 1991 Talking to a Goblin Solo Piano
- 1994 Music for Two Pianos
- 1994 The Vision (wiederveröffentlicht als 1994)[6]
- 1995 Black Mud Sound feat. Kenny Garrett, Anthony Cox & Marvin “Smitty” Smith
- 1997 Scoop
- 2000 Live! At Steinway Hall/New York (Solo Piano)
- 2002 Alpha Box 4-CD-Set
- 2002 a.f.r.i.c.a.m.b.i.e.n.t
- 2002 Féfé
- 2002 Mandala
- 2002 Féfé - Special Radio Edition
- 2003 Sun Music
- 2004 Life is Beautiful (auch als GOLDFINGA: The NYC Soundtrack)
- 2004 New York City – uptown downtown (Vinyl)
- 2006 Live in Tallinn (Solo Piano)
- 2009 Dolomites (Piano Solo)
- 2010 Melting Box (2 CD plus Artbooklet zusammen mit Johannes Tonio Kreusch & Carolina Camilla Kreusch)
- 2012 Heart & Soul (Piano Solo)
- 2015 KreuschBros.: Two Worlds One (mit Badi Assad, Jamey Haddad)
- 2020 KreuschBros.: Gestalt (mit Anthony Cox)
- 2022 Eye of the Storm[7]